# Herrarnas 10 000 meter i hastighetsåkning på skridskor vid olympiska vinterspelen 1988
Herrarnas 10 000 meter i skridskor vid de olympiska vinterspelen 1988 avgjordes den 21 februari 1988, vid Olympic Oval. Loppet vanns av Tomas Gustafson från Sverige.
32 deltagare från 19 nationer deltog i tävlingen.

## Rekord
Före tävlingen gällde följande världsrekord och olympiskt rekord:
| Världsrekord     | Geir Karlstad (NOR) | 13:48,51 | Calgary, Alberta, Kanada   | 6 december 1987  |
| Olympiskt rekord | Eric Heiden (USA)   | 14:28,13 | Lake Placid, New York, USA | 23 februari 1980 |

Följande nya olympiska rekord och världsrekord sattes under tävlingen:
| Datum       | Par     | Idrottare          | Nation        | Tid      | OR | VR |
| ----------- | ------- | ------------------ | ------------- | -------- | -- | -- |
| 21 februari | 1:a par | Jurij Kljujev      | Sovjetunionen | 14:09,68 | OR |    |
| 21 februari | 2:a par | Gerard Kemkers     | Nederländerna | 14:08,34 | OR |    |
| 21 februari | 4:e par | Leo Visser         | Nederländerna | 14:00,55 | OR |    |
| 21 februari | 5:e par | Michael Hadschieff | Österrike     | 13:56,11 | OR |    |
| 21 februari | 9:e par | Tomas Gustafson    | Sverige       | 13:48,20 | OR | VR |

## Medaljörer
| Gren         | Guld                    | Guld          | Silver                       | Silver   | Brons                    | Brons    |
| 10 000 meter | Tomas Gustafson Sverige | 13.48,20 (VR) | Michael Hadschieff Österrike | 13.56,11 | Leo Visser Nederländerna | 14.00,55 |

## Resultat
| Placering | Namn               | Land            | Tid            | Tid bakom | Noteringar |
| --------- | ------------------ | --------------- | -------------- | --------- | ---------- |
| 1         | Tomas Gustafson    | Sverige         | 13:48,20       | –         | (VR)       |
| 2         | Michael Hadschieff | Österrike       | 13:56,11       | +7,91     |            |
| 3         | Leo Visser         | Nederländerna   | 14:00,55       | +12,35    |            |
| 4         | Eric Flaim         | USA             | 14:05,57       | +17,37    |            |
| 5         | Gerard Kemkers     | Nederländerna   | 14:08,34 f     | +20,14    |            |
| 6         | Jurij Kljujev      | Sovjetunionen   | 14:09,68       | +21,48    |            |
| 7         | Roberto Sighel     | Italien         | 14:13,60       | +25,40    |            |
| 8         | Roland Freier      | Östtyskland     | 14:19,16       | +30,98    |            |
| 9         | Sergej Berezin     | Sovjetunionen   | 14:20,48       | +32,28    |            |
| 10        | Ben Lamarche       | Kanada          | 14:21,39       | +33,19    |            |
| 11        | Herbert Dijkstra   | Nederländerna   | 14:22,53       | +34,33    |            |
| 12        | Joakim Karlberg    | Sverige         | 14:22,94       | +34,74    |            |
| 13        | Bruno Milesi       | Italien         | 14:23,84       | +35,34    |            |
| 14        | Dave Silk          | USA             | 14:25,56       | +37,36    |            |
| 15        | Pertti Niittylä    | Finland         | 14:26,57       | +38,37    |            |
| 16        | Jiří Kyncl         | Tjeckoslovakien | 14:27,32       | +39,12    |            |
| 17        | Timo Järvinen      | Finland         | 14:27,69       | +39,49    |            |
| 18        | Aleksandr Mozin    | Sovjetunionen   | 14:28,91       | +40,71    |            |
| 19        | Christian Eminger  | Österrike       | 14:30,12       | +42,01    |            |
| 20        | Gordon Goplen      | Kanada          | 14:31,18       | +42,98    |            |
| 21        | Frode Syvertsen    | Norge           | 14:32,08       | +43,99    |            |
| 22        | Kim Gwan-gyu       | Sydkorea        | 14:34,65       | +46,45    |            |
| 23        | Hans van Helden    | Frankrike       | 14:34,84       | +46,64    |            |
| 24        | Toru Aoyanagi      | Japan           | 14:34,87       | +46,67    |            |
| 25        | Jeff Klaiber       | USA             | 14:38,60       | +50,40    |            |
| 26        | Colin Coates       | Australien      | 14:41,88       | +53,68    |            |
| 27        | Hansjörg Baltes    | Västtyskland    | 14:45,41       | +57,21    |            |
| 28        | Yoshiyuki Shimizu  | Japan           | 14:47,21       | +59,01    |            |
| 29        | Shuhai Lu          | Kina            | 14:49,52       | +1.01,32  |            |
| 30        | Julian Green       | Storbritannien  | 14:59,53       | +1.11,33  |            |
| –         | Geir Karlstad      | Norge           | dnf, f         |           |            |
| –         | Song Yong-hun      | Nordkorea       | dsq [14:33,41] |           |            |